# کوه اونو (کاناگاوا)

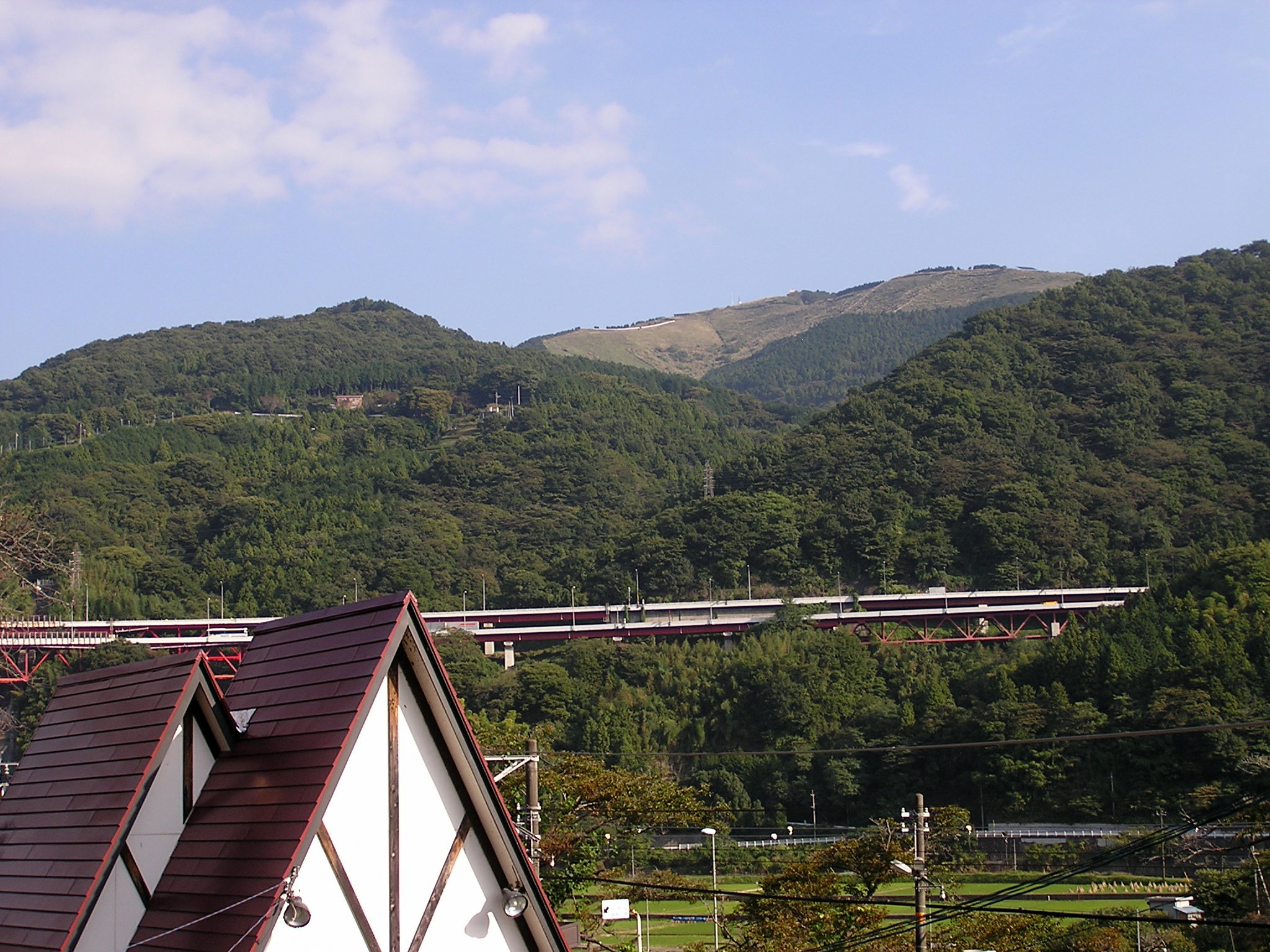
کوه اونو

کوه اونو (به ژاپنی: 大野山  Ōno-yama) در استان کاناگاوا (神奈川県) و در داخل پارک ملی کاناگاوا (神奈川県立丹沢大山自然公園) قرار دارد. ارتفاع این کوه ۷۲۳ متر است. این کوه جزء سلسله کوه‌های تانزاوا (丹沢山) محسوب می‌شود.